# Baryonové číslo
Baryonové číslo je fyzikální veličina charakterizující kvarky, mezony a baryony. Každý kvark má baryonové číslo +1/3, antikvark -1/3. Výsledné baryonové číslo mezonů je proto 0, baryonů +1 a antibaryonů -1. Leptony a bosony, mají baryonové číslo rovné nule. Exotické hadrony jako jsou tetrakvark či pentakvark bývají klasifikovány jako mezony či baryony, podle hodnoty jejich baryonového čísla.
Kvarky mají elektrický náboj, barevný náboj a slabý izospin. Hadron nemůže mít čistý barevný náboj, celkový barevný náboj částice musí být nulový ("bílý"). Toho lze docílit buď tím, že máme barevně nabitý kvark a antikvark s odpovídající antibarvou. Nebo tři kvarky různých barev, které dají dohromady baryon, případně tři antikvarky, které složí antibaryon.
Baryonové číslo bylo známo předtím, než došlo k objevu kvarků. Fyzikové se proto rozhodli přidělit kvarkům náboj odpovídající 1/3 náboje baryonu. Dá se tedy též hovořit o kvarkovém čísle nebo o zachování počtu kvarků.
Hypotetické částice jako pentakvark lze vysvětlit tím, že ke standardním třem barvám kvarků přibude jedna barva a její antibarva, čímž zůstane zachováno baryonové číslo +1, pentakvark je tedy baryonem.
Částice, které nejsou tvořeny kvarky, což jsou bosony a leptony, mají baryonové číslo 0.
Baryonové číslo by se mělo zachovávat v téměř všech procesech standardního modelu. Součet baryonového čísla všech částic vstupujících do reakce je stejný jako součet baryonového čísla částic v reakci vzniklých.
Nicméně některé hypotetické procesy v částicové fyzice by měly baryonové číslo narušovat. Příkladem mohou být některé procesy v elektroslabé interakci, nejběžnějším příkladem je však rozpad protonu, který by měl narušovat baryonové i leptonové číslo. I přes veškerou snahu fyziků z Japonska, Kanady, USA i jiných zemí však dosud rozpad protonu nebyl pozorován. V současnosti je stanoven pouze dolní limit jeho poločasu přeměny.